# Pierre Lees-Melou
Pierre Lees-Melou (* 25. Mai 1993 in Langon) ist ein französischer Fußballspieler, der bei Stade Brest in der Ligue 1 spielt.

## Karriere
Lees-Melou begann seine fußballerische Ausbildung 1998 bei der US Pierre Monsoise, wo er fünf Jahre lang spielte. Im Jahr 2003 wechselte er in die Jugendakademie von Girondins Bordeaux. Im Sommer 2009 verließ er diese wieder und schloss sich dem FC Langon an. Zwischen 2010 und 2012 spielte er dort auch zweimal für die erste Mannschaft im Amateurbereich. Im Jahr 2012 stand er zudem kurz beim FCE Mérignac Arlac unter Vertrag. Im Sommer 2013 unterzeichnete er dann bei der US Lège-Cap-Ferret in der National 3. Dort spielte er in seiner ersten Saison 24 Mal, wobei er drei Tore schoss. Zudem gewann er die Coupe d’Aquitaine im Jahr 2013 mit dem Klub. In der Saison 2014/15 erzielte er zehn Tore in bereits 26 Einsätzen in Frankreichs fünfthöchster Spielklasse. Zudem wurde er in jener Saison als bester Spieler der Gruppe H der National 3 ausgezeichnet. Auch die Coupe d’Aquitaine konnte er mit seiner Mannschaft im Jahr 2015 erneut gewinnen.
Im Sommer 2015 wechselte er in die Ligue 2 zum FCO Dijon. Direkt am ersten Spieltag der Saison 2015/16 debütierte er nach Einwechslung im Profibereich bei einem 0:0-Unentschieden gegen den AC Ajaccio. Am 9. April 2016 (33. Spieltag) schoss er bei einem 3:2-Sieg in der Startelf stehend sein erstes Tor in der Ligue 2 gegen Clermont Foot. In gesamten Spielzeit spielte Lees-Melou 16 Mal, wobei er zwei Tore schoss und mit seinem Verein als Vizemeister in die Ligue 1 aufstieg. Dort schoss er bei seinem Ligue-1-Debüt bei einem 4:2-Sieg über Olympique Lyon am dritten Spieltag auch direkt sein erstes Tor in der höchsten französischen Spielklasse. Bei Dijon war er mittlerweile absolut gesetzt und bestritt 34 Spiele in der Liga, dem Pokal und im Ligapokal.
Im Sommer 2017 wechselte er zum Ligakonkurrenten OGC Nizza in den Süden Frankreichs. Hier kam er am 14. September 2017 (1. Spieltag), nach dem Scheitern in der Champions-League-Qualifikation gegen den SSC Neapel, das erste Mal international in der Europa-League-Gruppenphase gegen die SV Zulte Waregem bei einem 5:1-Sieg zum Einsatz. Insgesamt spielte er dort sieben von acht möglichen Spielen bis zum Ausscheiden in der Zwischenrunde gegen Lokomotive Moskau. In der Ligasaison 2017/18 traf er in 34 Partien fünfmal und legte sechs Tore auf. In der Saison 2018/19 spielte er mit Nizza nicht mehr international und bestritt 30 Ligaspiele, wobei er zweimal traf. Die Spielzeit 2019/20 beendete Lees-Melou mit sechs Toren und sechs Vorlagen in wettbewerbsübergreifend 29 von 32 möglichen Spielen. Im September 2020 verlängerte er dann seinen Vertrag bei Nizza bis Juni 2023. In der Saison 2020/21 traf er viermal in der Liga, wofür er 29 Einsätze brauchte und kam nur zwei- von sechsmal in der Europa League zum Einsatz, verlor also seinen Stammplatz aus den letzten Jahren ein wenig. Dennoch war er in der Liga in großen Teilen der Rückrunde als Mannschaftskapitän im Mittelfeld wieder gesetzt.
Dennoch verließ er Frankreich im Sommer 2021 und wechselte nach England in die Premier League zu Norwich City. Hier spielte er direkt am ersten Spieltag über 90 Minuten das erste Mal in der Premier League, als sein neuer Verein dem FC Liverpool mit 0:3 unterlag. Am 32. Spieltag gelang ihm bei einem 2:0-Sieg über den FC Burnley sein erstes Tor im englischen Fußball. In der gesamten Saison 2021/22 war er unter Daniel Farke und später Dean Smith absolut gesetzt und kam in 33 von 38 möglichen Ligaspielen zum Einsatz, wobei er ein Tor schoss und ein weiteres vorbereitete.
Nach dem Abstieg in die Championship als Tabellenletzter wechselte er wieder in die französische Ligue 1 zu Stade Brest. Auch hier war er bislang absolut gesetzt und läuft bereits seit Januar 2023 regelmäßig als Kapitän auf.

## Erfolge
US Lège-Cap-Ferret
- Coupe d’Aquitaine: 2013, 2015

FCO Dijon
- Zweiter der Ligue 2 und Aufstieg in die Ligue 1: 2016

Individuell
- Bester Spiele der National 3 – Gruppe H: 2014/15
- Spieler des Monats der Ligue 1: Februar 2024